# Supercopa de España de Fútbol 2005
La Supercopa de España 2005 fue la XXII edición del torneo, correspondiente a la temporada 2005-06. Se disputó a doble partido en España el 13 y el 20 de agosto. Enfrentó al campeón de la Primera División de España 2004-05, el Barcelona, y al campeón de la Copa del Rey de fútbol 2004-05, el Real Betis.
El título se lo llevó el Barcelona que venció en el partido de ida en terreno andaluz por 0-3 y fue derrotado en la vuelta por 1-2.
| Bandera de Andalucía | 2 - 4 | Bandera de Cataluña |
| Betis 0 3            | 2 - 4 | F.C. Barcelona 1 2  |
| -------------------- | ----- | ------------------- |

## Supercopa de 2005
| F. C. Barcelona |  | Bandera de Cataluña  |  | Campeón de la Primera División de España 2004-05 |
| Real Betis      |  | Bandera de Andalucía |  | Campeón de la Copa del Rey 2004-05               |

### Ida
| 13         | POR        | Toni Doblas          |     |
| 2          | DEF        | Luis Fernández       |     |
| 4          | DEF        | Juanito              |     |
| 5          | DEF        | David Rivas          |     |
| 27         | DEF        | Melli                |     |
| 25         | MED        | Miguel Ángel         | 81' |
| 18         | MED        | Alberto Rivera       |     |
| 20         | MED        | Marcos Assunção      | 46' |
| 17         | MED        | Joaquín              |     |
| 24         | DEL        | Edu                  |     |
| 12         | DEL        | Ricardo Oliveira     | 81' |
| Entrenador | Entrenador | Lorenzo Serra Ferrer |     |

| 1          | POR        | Víctor Valdés    |     |
| 2          | DEF        | Juliano Belletti |     |
| 5          | DEF        | Carles Puyol     |     |
| 23         | DEF        | Oleguer Presas   |     |
| 16         | DEF        | Sylvinho         |     |
| 15         | MED        | Edmílson         | 84' |
| 6          | MED        | Xavi Hernández   |     |
| 20         | MED        | Deco             | 80' |
| 8          | DEL        | Ludovic Giuly    | 69' |
| 10         | DEL        | Ronaldinho       |     |
| 9          | DEL        | Samuel Eto'o     |     |
| Entrenador | Entrenador | Frank Rijkaard   |     |

| 21 | DEL | Xisco Muñoz | 46' |
| 8  | MED | Arzu        | 81' |
| 9  | DEL | Fernando    | 81' |

| 17 | MED | Mark van Bommel | 69' |
| 24 | MED | Andrés Iniesta  | 80' |
| 18 | MED | Gabri García    | 84' |

|  |

|  | 47' | Ludovic Giuly | 0-1 |
|  | 51' | Samuel Eto'o  | 0-2 |
|  | 63' | Ronaldinho    | 0-3 |

|  | 27' | Miguel Ángel   |
|  | 40' | Juanito        |
|  | 58' | Alberto Rivera |

|  | 22' | Ludovic Giuly |
|  | 56' | Deco          |

| Árbitro:             | Arturo Daudén Ibáñez         |
| Árbitros asistentes: | Juan Carlos Yuste Jiménez    |
| Árbitros asistentes: | Luis Cote Sáez               |
| Cuarto árbitro       | Juan Gabriel Gómez Navarrete |

| 13         | POR        | Toni Doblas          |     |
| 2          | DEF        | Luis Fernández       |     |
| 4          | DEF        | Juanito              |     |
| 5          | DEF        | David Rivas          |     |
| 27         | DEF        | Melli                |     |
| 25         | MED        | Miguel Ángel         | 81' |
| 18         | MED        | Alberto Rivera       |     |
| 20         | MED        | Marcos Assunção      | 46' |
| 17         | MED        | Joaquín              |     |
| 24         | DEL        | Edu                  |     |
| 12         | DEL        | Ricardo Oliveira     | 81' |
| Entrenador | Entrenador | Lorenzo Serra Ferrer |     |

| 1          | POR        | Víctor Valdés    |     |
| 2          | DEF        | Juliano Belletti |     |
| 5          | DEF        | Carles Puyol     |     |
| 23         | DEF        | Oleguer Presas   |     |
| 16         | DEF        | Sylvinho         |     |
| 15         | MED        | Edmílson         | 84' |
| 6          | MED        | Xavi Hernández   |     |
| 20         | MED        | Deco             | 80' |
| 8          | DEL        | Ludovic Giuly    | 69' |
| 10         | DEL        | Ronaldinho       |     |
| 9          | DEL        | Samuel Eto'o     |     |
| Entrenador | Entrenador | Frank Rijkaard   |     |

| 21 | DEL | Xisco Muñoz | 46' |
| 8  | MED | Arzu        | 81' |
| 9  | DEL | Fernando    | 81' |

| 17 | MED | Mark van Bommel | 69' |
| 24 | MED | Andrés Iniesta  | 80' |
| 18 | MED | Gabri García    | 84' |

|  |

|  | 47' | Ludovic Giuly | 0-1 |
|  | 51' | Samuel Eto'o  | 0-2 |
|  | 63' | Ronaldinho    | 0-3 |

|  | 27' | Miguel Ángel   |
|  | 40' | Juanito        |
|  | 58' | Alberto Rivera |

|  | 22' | Ludovic Giuly |
|  | 56' | Deco          |

| Árbitro:             | Arturo Daudén Ibáñez         |
| Árbitros asistentes: | Juan Carlos Yuste Jiménez    |
| Árbitros asistentes: | Luis Cote Sáez               |
| Cuarto árbitro       | Juan Gabriel Gómez Navarrete |

### Vuelta
| 1          | POR        | Víctor Valdés    |     |
| 2          | DEF        | Juliano Belletti | 46' |
| 5          | DEF        | Carles Puyol     |     |
| 23         | DEF        | Oleguer Presas   |     |
| 16         | DEF        | Sylvinho         |     |
| 15         | MED        | Edmílson         |     |
| 6          | MED        | Xavi Hernández   |     |
| 20         | MED        | Deco             | 81' |
| 8          | DEL        | Ludovic Giuly    | 84' |
| 10         | DEL        | Ronaldinho       |     |
| 9          | DEL        | Samuel Eto'o     |     |
| Entrenador | Entrenador | Frank Rijkaard   |     |

| 1          | POR        | Pedro Contreras      |     |
| 15         | DEF        | Nano Rivas           |     |
| 22         | DEF        | Paolo Castellini     |     |
| 16         | DEF        | Óscar López          | 81' |
| 27         | DEF        | Melli                |     |
| 25         | MED        | Miguel Ángel         |     |
| 8          | MED        | Arzu                 | 73' |
| 7          | MED        | Fernando Varela      | 68' |
| 21         | DEL        | Xisco Muñoz          |     |
| 9          | DEL        | Fernando             |     |
| 6          | DEL        | Dani Martín          |     |
| Entrenador | Entrenador | Lorenzo Serra Ferrer |     |

| 4  | DEF | Rafa Márquez   | 46' |
| 18 | MED | Gabri García   | 81' |
| 7  | DEL | Henrik Larsson | 84' |

| 19 | MED | Israel Bascón   | 68' |
| 18 | MED | Alberto Rivera  | 73' |
| 3  | DEF | Alejandro Lembo | 84' |

|  | 14' | Samuel Eto'o | 1-0 |

|  | 24' | Dani Martín | 1-1 |
|  | 29' | Dani Martín | 1-2 |

|  | 39' | Ludovic Giuly |
|  | 57' | Deco          |

|  | 55' | Nano Rivas  |
|  | 75' | Óscar López |

| Árbitro:             | Alberto Undiano Mallenco |
| Árbitros asistentes: | Fermín Martínez Ibáñez   |
| Árbitros asistentes: | Raúl Montiel Alonso      |
| Cuarto árbitro       | Juan Carlos Jaso Delgado |

| 1          | POR        | Víctor Valdés    |     |
| 2          | DEF        | Juliano Belletti | 46' |
| 5          | DEF        | Carles Puyol     |     |
| 23         | DEF        | Oleguer Presas   |     |
| 16         | DEF        | Sylvinho         |     |
| 15         | MED        | Edmílson         |     |
| 6          | MED        | Xavi Hernández   |     |
| 20         | MED        | Deco             | 81' |
| 8          | DEL        | Ludovic Giuly    | 84' |
| 10         | DEL        | Ronaldinho       |     |
| 9          | DEL        | Samuel Eto'o     |     |
| Entrenador | Entrenador | Frank Rijkaard   |     |

| 1          | POR        | Pedro Contreras      |     |
| 15         | DEF        | Nano Rivas           |     |
| 22         | DEF        | Paolo Castellini     |     |
| 16         | DEF        | Óscar López          | 81' |
| 27         | DEF        | Melli                |     |
| 25         | MED        | Miguel Ángel         |     |
| 8          | MED        | Arzu                 | 73' |
| 7          | MED        | Fernando Varela      | 68' |
| 21         | DEL        | Xisco Muñoz          |     |
| 9          | DEL        | Fernando             |     |
| 6          | DEL        | Dani Martín          |     |
| Entrenador | Entrenador | Lorenzo Serra Ferrer |     |

| 4  | DEF | Rafa Márquez   | 46' |
| 18 | MED | Gabri García   | 81' |
| 7  | DEL | Henrik Larsson | 84' |

| 19 | MED | Israel Bascón   | 68' |
| 18 | MED | Alberto Rivera  | 73' |
| 3  | DEF | Alejandro Lembo | 84' |

|  | 14' | Samuel Eto'o | 1-0 |

|  | 24' | Dani Martín | 1-1 |
|  | 29' | Dani Martín | 1-2 |

|  | 39' | Ludovic Giuly |
|  | 57' | Deco          |

|  | 55' | Nano Rivas  |
|  | 75' | Óscar López |

| Árbitro:             | Alberto Undiano Mallenco |
| Árbitros asistentes: | Fermín Martínez Ibáñez   |
| Árbitros asistentes: | Raúl Montiel Alonso      |
| Cuarto árbitro       | Juan Carlos Jaso Delgado |

| Campeón Supercopa de España 2005 |
| -------------------------------- |
| F. C. Barcelona 6° Título        |

| Predecesor: Supercopa de España 2004 | Supercopa de España 2005 | Sucesor: Supercopa de España 2006 |